# USS Augusta (CA-31)
USS Augusta (CL-31/CA-31) là một tàu tuần dương hạng nặng của Hải quân Hoa Kỳ, là chiếc cuối cùng của lớp Northampton, và là chiếc tàu chiến thứ tư của Hải quân Mỹ được đặt cái tên này, nhưng là chiếc thứ ba được đặt theo tên của thành phố Augusta tại Georgia. Được đưa vào hoạt động năm 1931, nó được ghi nhận đã phục vụ tại Đại Tây Dương và Địa Trung Hải trong suốt Chiến tranh Thế giới thứ hai, cũng như được cả các Tổng thống Franklin D. Roosevelt và Harry S. Truman sử dụng trong nhiều chuyến đi trong hoàn cảnh thời chiến, mà đáng kể nhất là đã tham dự Hội nghị Newfoundland, trước khi được cho ngừng hoạt động vào năm 1946 và được tháo dỡ vào năm 1960. Augusta được tặng thường ba Ngôi sao Chiến trận do thành tích phục vụ trong Thế Chiến II.

## Thiết kế và chế tạo

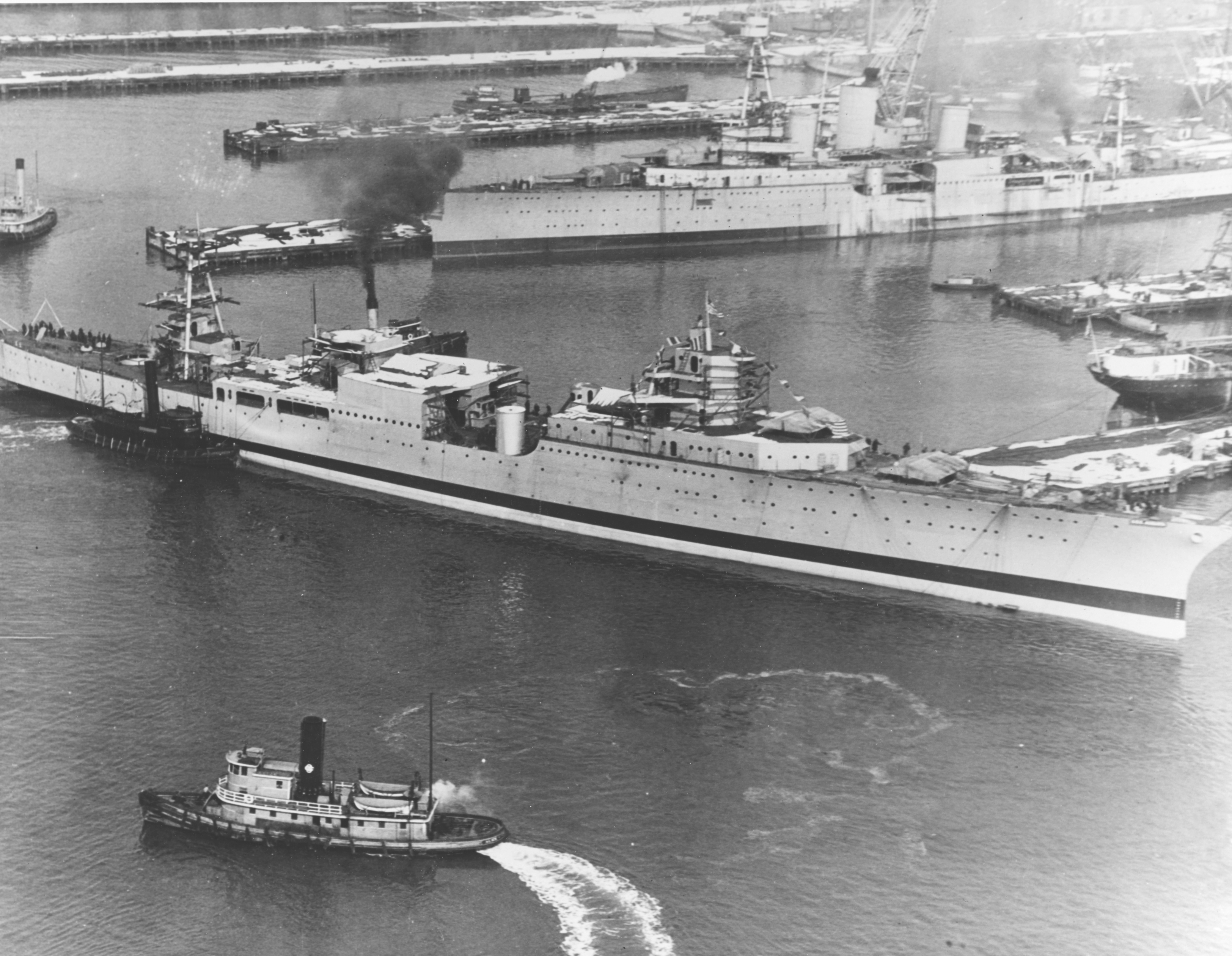
Augusta đang được hạ thủy tại Newport News, 1 tháng 2 năm 1930. Tàu chị em đang được trang bị ở phía sau.

Vốn vẫn bị hạn chế về trọng lượng choán nước và cỡ pháo bởi Hiệp ước Hải quân Washington, nhưng mang nhiều đặc tính cải tiến so với lớp Pensacola dẫn trước, lớp Northampton mang chín khẩu pháo 8 in (200 mm) trên ba tháp pháo ba nòng, gồm hai phía mũi và một phía đuôi. Đây là cách sắp xếp tối ưu mà sau này được tiếp nối bởi mọi lớp tàu tuần dương hạng nặng khác của Hoa Kỳ.
Augusta được đặt lườn như là chiếc CL-31 vào ngày 2 tháng 7 năm 1928 bởi hãng Newport News Shipbuilding and Dry Dock Co. tại Newport News, Virginia. Nó được hạ thủy vào ngày 1 tháng 2 năm 1930, được đỡ đầu bởi cô Evelyn McDaniel, một cư dân thành phố Augusta. Con tàu được cho nhập biên chế tại xưởng hải quân Norfolk, Portsmouth, Virginia vào ngày 30 tháng 1 năm 1931 dưới quyền chỉ huy của Hạm trưởng, Đại tá Hải quân James O. Richardson.

## Lịch sử hoạt động

### Những năm giữa hai cuộc thế chiến
Hư hại xảy ra cho một trong những turbine của nó đã rút ngắn chuyến đi chạy thử máy ban đầu, nhưng Augusta tiếp tục tiến hành các hoạt động huấn luyện ban đầu trong một chuyến đi đến Colon, Panama và quay trở lại, trước khi chiếc tàu tuần dương mới được giao vai trò soái hạm cho Tư lệnh Lực lượng Tuần tiễu, Phó Đô đốc Arthur L. Willard, vào ngày 21 tháng 5 năm 1931. Augusta được xếp lớp lại thành một tàu tuần dương hạng nặng và mang ký hiệu lườn CA-31 vào ngày 1 tháng 7 năm 1931 theo quy ước mới của Hiệp ước Hải quân London năm 1930.
Trong mùa Hè năm 1931, nó hoạt động cùng với các tàu chiến khác của Lực lượng Tuần tiễu, tiến hành các cuộc thực hành chiến thuật ngoài khơi bờ biển New England. Sang tháng 9, Augusta di chuyển về phía Nam đến vịnh Chesapeake, nơi nó cùng các tàu chiến khác tiến hành thực hành tác xạ mùa Thu thường lệ cho đến giữa tháng 11, khi các tàu tuần dương rút về các cảng nhà của chúng. Augusta đi vào xưởng hải quân Norfolk để đại tu vào lúc đó.
Vào đầu năm 1932, nó cùng các tàu tuần dương khác của Lực lượng Tuần tiễu tái tập trung tại Hampton Roads, nơi chúng khởi hành vào ngày 8 tháng 1 hướng đến vịnh Guantánamo thuộc Cuba. Augusta tiến hành các cuộc huấn luyện cùng với Lực lượng Tuần tiễu tại khu vực lân cận vịnh Guantánamo cho đến ngày 18 tháng 2, khi lực lượng khởi hành hướng đến kênh đào Panama trên đường đi đến khu vực Đông Thái Bình Dương tham gia tập trận Vấn đề Hạm đội XIII. Nó đi đến San Pedro, California vào ngày 7 tháng 3 nhưng lại trở ra biển khơi ba ngày sau đó tiến hành tập trận. Trong các cuộc cơ động, Augusta cùng với các tàu chiến đồng đội của Lực lượng Tuần tiễu đã "đối đầu" với Lực lượng Thiết giáp hạm, để bảo vệ ba "đảo san hô" giả lập ở các điểm biệt lập cách xa nhau tại vùng Bờ Tây. Các cuộc tập trận đã cung cấp cho hạm đội việc huấn luyện tuần tiễu chiến lược và một cơ hội để thực hành phòng thủ và tấn công một đoàn tàu vận tải.
Cuộc tập trận hạm đội kết thúc vào ngày 18 tháng 3, nhưng Augusta cùng với phần còn lại của Lực lượng Tuần tiễu không quay trở lại khu vực Đại Tây Dương như những lần trước đây. Trong một hành động dường như báo trước quyết định của Tổng thống Franklin Roosevelt giữ Hạm đội ở lại Trân Châu Cảng vào năm 1940 sau cuộc tập trận Vấn đề Hạm đội XXI, Nội các Hoover giữ Hạm đội tập trung tại khu vực Bờ Tây trong suốt năm 1932 với một hy vọng hão huyền rằng có thể kiềm chế cuộc xâm lấn của Nhật Bản tại Trung Quốc. Trong thực tế, Lực lượng Tuần tiễu vẫn tiếp tục ở tại Bờ Tây trong gần một năm sau đó cho đến lúc tiến hành cuộc tập trận Vấn đề Hạm đội XIV vào tháng 2 năm 1933, để rồi sau đó Nội các Roosevelt lên nắm quyền vào tháng 3, giữ chúng ở lại đây vô thời hạn. Vì vậy, Augusta tiếp tục hoạt động tại khu vực Đông Thái Bình Dương cho đến khi được thay phiên trong vai trò soái hạm của Lực lượng Tuần tiễu vào cuối tháng 10 năm 1933. Chiếc tàu tuần dương rời Xưởng hải quân Puget Sound, bang Washington, lên đường hướng sang Trung Quốc vào ngày 20 tháng 10.

### Hạm đội Á Châu
Đi dọc theo con đường "Vòng Cực Lớn" Bắc Thái Bình Dương từ Seattle đến Thượng Hải, Augusta thả neo trên sông Hoàng Phố tại Thượng Hải vào sáng ngày 9 tháng 11 năm 1933. Trưa hôm đó, Đô đốc Frank B. Upham, Tổng tư lệnh Hạm đội Á Châu, đặt cờ hiệu của mình trên chiếc tàu tuần dương vừa mới đến, trong khi soái hạm cũ của ông, chiếc tàu tuần dương chị em Houston, lên đường quay trở về Hoa Kỳ. Không lâu sau đó, Augusta khởi hành từ Thượng Hải hướng về phía Nam vào tháng 12 năm 1933, và trong những tháng tiếp theo đã hoạt động tại Philippines, xen kẻ các đợt huấn luyện với các lần đại tu hàng năm tại Cavite và Olongapo.
Mùa Xuân năm 1944, Augusta ở lại vùng biển Trung Quốc biểu dương lực lượng, và sau đó lên đường hướng đến Yokohama, Nhật Bản, đến nơi vào ngày 4 tháng 6. Lúc 7 giờ 30 phút sáng hôm sau, Đô đốc Upham rời tàu tham dự lễ quốc tang của Thủy sư Đô đốc Togo Heihachiro; Augusta bắn 19 phát đạn chào lúc 8 giờ 30 phút để vinh danh vị anh hùng hải quân Nhật Bản. Rời Yokohama cùng Đô đốc Upham vào ngày 11 tháng 6, chiếc tàu tuần dương ghé thăm Kobe từ ngày 12 đến ngày 15 tháng 6 trước khi lên đường hướng về Thanh Đảo, đến nơi vào ngày 17 tháng 6, lên đường vào ngày 10 tháng 9 ghé qua Tần Hoàng Đảo ngày 24 tháng 9, Yên Đài vào ngày 25 tháng 9, và cuối cùng đến Thượng Hải vào ngày 26 tháng 9.
Augusta tiếp tục ở lại vùng biển Trung Quốc cho đến khi rời Thượng Hải vào ngày 5 tháng 10 năm 1934 hướng đến Guam, dưới quyền chỉ huy của Đại tá Hải quân Chester W. Nimitz, đến nơi vào ngày 10 tháng 10. Lại lên đường ngay ngày hôm sau, nó lần đầu tiên đi đến vùng biển Australia, đến Sydney vào ngày 20 tháng 10. Tổng số thủy thủ đoàn vào lúc này là 824 người, bao gồm 64 sĩ quan và 760 thủy thủ. Nó ở lại đây trong một tuần lễ, trong khi Đô đốc Upham viếng thăm Canberra, thủ đô Australia, trong các ngày 25 và 26 tháng 10. Khi Tư lệnh Hạm đội Á Châu quay trở lại tàu vào ngày 26 tháng 10, Augusta rời Sydney vào ngày hôm sau hướng đến Melbourne, đến nơi vào ngày 29 tháng 10. Nó ở lại đây tham gia các lễ hội mừng kỷ niệm một trăm năm thành phố này cho đến ngày 13 tháng 11, khi nó lên đường hướng đến Fremantle và Perth. Vào ngày 20 tháng 11 nó lên đường hướng sang Đông Ấn thuộc Hà Lan.
Augusta đến Batavia (ngày nay là Jakarta) vào ngày 25 tháng 11 và ở lại đây cho đến ngày 3 tháng 12, khi nó khởi hành đi Bali, đi đến cảngLauban Amok vào ngày 5 tháng 12. Lại lên đường vào ngày 8 tháng 12, Augusta ghé qua Sandakan từ ngày 14 đến ngày 16 tháng 12, Zamboanga từ ngày 17 đến ngày 19 tháng 12, và Iloilo từ ngày 20 đến ngày 21 tháng 12 trước khi đến Manila vào ngày 22 tháng 12.
Chiếc tàu tuần dương hạng nặng tiếp tục ở lại quần đảo Philippine, thực hiện công việc đại tu cần thiết hàng năm tại Cavite và vào ụ tàu ở Olongapo, trong ụ nổi Dewey (YFD-1), trước khi tiếp tục đón nhận Đô đốc Upham và lên đường vào ngày 15 tháng 3 năm 1935 hướng đến Hong Kong. Đến nơi vào ngày 16 tháng 3, Augusta ở lại đây cho đến ngày 25 tháng 3 trong khi vị Tư lệnh Hạm đội Á Châu chuyển sang chiếc Isabel cho một chuyến đi đến Quảng Châu từ ngày 17 đến ngày 20 tháng 3 năm 1935 (chiếc tàu tuần dương không thể đi ngược dòng sông Châu Giang đến Quảng Châu). Augusta khởi hành vào ngày 25 tháng 3 đi đến Hạ Môn và ở lại đây từ ngày 26 đến ngày 29 tháng 3, trước khi tiếp tục lên đường hướng đến Thượng Hải, và đi đến thành phố cảng này vào ngày cuối cùng của tháng 3.
Augusta tiếp tục ở lại Thượng Hải cho đến ngày 30 tháng 4, khi nó lên đường thực hiện chuyến viếng thăm Nhật Bản thứ hai, đi đến Yokohama vào ngày 3 tháng 5 năm 1935. Con tàu ở lại đây trong hai tuần trước khi khởi hành đi Kobe, và đến nơi vào ngày 18 tháng 5 cho một chặng dừng kéo dài một tuần. Augusta lên đường đi Trung Quốc vào ngày 25 tháng 5, và đến Nam Kinh, thủ đô Trung Quốc lúc đó, vào ngày 29 tháng 5. Chiếc soái hạm tiếp tục ở lại Nam Kinh cho đến ngày 4 tháng 6, rồi lên đường đi Thượng Hải, đến nơi vào ngày hôm sau. "Augie Maru", như thủy thủ đoàn đặt tên lóng một cách trìu mến cho nó, ở lại Thượng Hải cho đến ngày 27 tháng 6 rồi hướng lên phía Bắc Trung Quốc, đến Thanh Đảo vào ngày 29 tháng 6. Nó tiếp tục ở lại đây, tiến hành huấn luyện và thực tập tác xạ cho đến hết mùa Hè năm đó.
Augusta rời Thanh Đảo vào ngày 30 tháng 9 hướng đến Thượng Hải, đến nơi vào ngày 1 tháng 10, nơi mà bốn ngày sau đó, Đô đốc Orin G. Murfin thay thế Đô đốc Upham làm Tổng tư lệnh Hạm đội Á Châu. Vào ngày 8 tháng 10, với vị Tổng tư lệnh mới trên tàu, Augusta rời Thượng Hải hướng về phía Nam. Đô đốc Murfin chuyển sang chiếc Isabel cho một chuyến viếng thăm Bangkok từ ngày 15 đến ngày 22 tháng 10, rồi quay trở lại chiếc tàu tuần dương hạng nặng để viếng thăm Singapore từ ngày 24 đến ngày 30 tháng 10. Tiếp tục ghé qua Pontianak từ ngày 31 tháng 10 đến ngày 1 tháng 11 và Jesselton thuộc Borneo từ ngày 3 đến ngày 5 tháng 11, "Augie Maru" viếng thăm các cảng phía Nam Philippine Zamboanga từ ngày 6 đến ngày 8 tháng 11 và Iloilo từ ngày 9 đến ngày 10 tháng 11 trước khi quay trở về Manila vào ngày 11 tháng 11 năm 1935.
Trong khi Augusta trải qua đợt đại tu hàng năm tại Cavite và Olongapo, Đô đốc Murfin đặt cờ hiệu của mình trên chiếc Isabel từ ngày 14 tháng 12 năm 1935 đến ngày 27 tháng 2 năm 1936. Không lâu sau, cùng với vị Tư lệnh trên tàu, nó lên đường ghé thăm một loạt các cảng và địa điểm Philippine: Catbalogan, Cebu, Tacloban, Davao, Dumanquilas, Zamboanga, vịnh Tutu, Jolo và Tawi Tawi trước khi quay trở về Manila vào ngày 29 tháng 3.
Vào ngày 31 tháng 3 Augusta lên đường đi Hong Kong, đến nơi vào ngày 2 tháng 4, và ở lại đó cho đến ngày 11 tháng 4. Trong thời gian này, Đô đốc Murfin chuyển sang Isabel cho chuyến đi ngược dòng sông Châu Giang đến Quảng Châu từ ngày 6 đến ngày 8 tháng 4, trước khi quay trở lại con tàu tuần dương tiếp tục chuyến đi dọc theo bờ biển Trung Quốc. Ghé thăm Hạ Môn trong các ngày 12 và 13 tháng 4, Augusta dừng chân một chặng ngắn tại Woosung vào ngày 16 tháng 4 trước khi ngược dòng sông Dương Tử, đến Nam Kinh ngày hôm sau. Trong khi Augusta xuôi dòng Dương Tử quay trở lại sông Hoàng Phố và Thượng Hải, Đô đốc Murfin tiếp tục ngược dòng Dương Tử đến Hán khẩu trên chiếc Isabel, bay đến Nghi Xương, rồi lên chiếc USS Panay để cuối cùng quay trở lại Hán khẩu và Thượng Hải trên chiếc Isabel, và trở lên Augusta vào ngày 4 tháng 5.
Augusta khởi hành đi Nhật Bản vào ngày 21 tháng 5, thực hiện chuyến viếng thăm thứ ba đến đất nước này, và đã đến Yokohama vào ngày 25 tháng 5. Chiếc soái hạm của Hạm đội Á Châu ở lại cảng này cho đến ngày 5 tháng 6, khi nó khởi hành đi Kobe, đến nơi vào ngày hôm sau. Nó tiếp tục ở lại vùng biển Nhật Bản cho đến ngày 13 tháng 6, khi nó khởi hành đi Thanh Đảo, đến nơi vào ngày 16 tháng 6. Nó tiến hành các hoạt động thực tập và huấn luyện tại đây trong hai tháng, rồi lên đường đi Yên Đài thuộc phía Bắc Trung Quốc vào ngày 17 tháng 8. Đến nơi cùng ngày hôm đó, nó rời Yên Đài vào ngày 21 tháng 8 quay trở lại Thanh Đảo và ở lại đây cho đến giữa tháng 9.
Lên đường vào ngày 14 tháng 9 hướng đến Tần Hoàng Đảo, thành phố cảng nằm dưới chân Vạn lý Trường thành, Augusta đến nơi vào ngày 15 tháng 9 khi Đô đốc Murfin lên bờ viếng thăm Bắc Bình (nay là Bắc Kinh). Sau khi thị sát đơn vị vệ binh Thủy quân Lục chiến tại thành phố, tư lệnh Hạm đội Á Châu quay trở lại Tần Hoàng Đảo bằng tàu hỏa và trở lại soái hạm vào ngày 25 tháng 9. Lên đường vào ngày 28 tháng 9, Augusta ghé qua Yên Đài cùng ngày hôm đó và đến Thanh Đảo ngày hôm sau, 29 tháng 9 năm 1936. Nó lên đường ngay ngày hôm đó và đến Thượng Hải vào ngày 1 tháng 10. Đến ngày 30 tháng 10, Đô đốc Murfin bàn giao lại chức vụ tư lệnh Hạm đội Á Châu cho Đô đốc Harry E. Yarnell. Không lâu sau đó, với vị tư lệnh mới trên tàu, Augusta rời sông Hoàng Phố vào ngày 3 tháng 11 năm 1936 trong chuyến đi thường lệ hàng năm về phía Nam.
Một lần nữa Augusta viếng thăm một loạt các cảng quan trọng tại Đông Nam Á: Hong Kong từ ngày 5 đến ngày 12 tháng 11, Singapore từ ngày 16 đến ngày 23 tháng 11, Batavia từ ngày 25 tháng 11 đến ngày 1 tháng 12, Bali từ ngày 4 đến ngày 7 tháng 12, Makassar từ ngày 8 đến ngày 12 tháng 12, Tawi Tawi và vịnh Tutu trong ngày 14 tháng 12, vịnh Dumanquilas trong ngày 15 tháng 12, Zamboanga từ ngày 15 đến ngày 16 tháng 12 và Cebu vào ngày 17 tháng 12 trước khi quay về Manila vào ngày 19 tháng 12. Đô đốc Yarnell chuyển cờ hiệu của mình sang chiếc Isabel vào ngày 2 tháng 1 năm 1937, khi Augusta đi vào Xưởng hải quân Cavite để sửa chữa và tái trang bị, bao gồm việc bổ sung vỏ giáp chống mảnh đạn chung quanh các vị trí súng máy ở sàn trước và cột ăn-ten. Tư lệnh Hạm đội Á Châu sử dụng Isabel như soái hạm cho đến tháng 3, trước khi quay trở lại Augusta tại Manila vào ngày 29 tháng 3 năm 1937.
Augusta tiếp tục ở lại vùng biển Philippine trong nhiều ngày tiếp theo, tại Manila từ ngày 29 tháng 3 đến ngày 2 tháng 4, tại Malampaya trong các ngày 3 và 4 tháng 4 trước khi quay về Manila vào ngày 5 tháng 4. Ghé lướt qua Port San Pio Quinto trong các ngày 7 và 8 tháng 4, chiếc soái hạm của Hạm đội Á Châu lên đường đi Hong Kong, đi đến vùng thuộc địa của Đế quốc Anh này vào ngày 9 tháng 4. Đô đốc Yarnell chuyển cờ hiệu của mình sang chiếc Isabel cho hành trình đi Quảng Châu, và quay trở lại Augusta vào ngày 13 tháng 4 tiếp tục chuyến đi vào ngày 18 tháng 4 để hướng đến Sán Đầu. Nó viếng thăm thành phố cảng này vào ngày hôm sau, rồi Hạ Môn vào ngày hôm sau nữa trước khi Tư lệnh Hạm đội Á Châu chuyển cờ hiệu của mình sang chiếc Isabel cho một chuyến đi ngắn đến Pagoda từ ngày 21 đến ngày 22 tháng 4, quay trở lại chiếc tàu tuần dương vào ngày 23 tháng 4.
Augusta ngược dòng sông Hoàng Phố vào ngày 24 tháng 4 để đi đến Thượng Hải, và thả neo tại thành phố này cho đến ngày 5 tháng 5, khi nó lên đường đi Nam Kinh. Nó ở lại thành phố trên sông Dương Tử này từ ngày 6 đến ngày 9 tháng 5, khi nó khởi hành tiếp tục ngược dòng sông Dương Tử để đi Cửu Giang. Đô đốc Yarnell lại chuyển cờ hiệu của mình sang chiếc Isabel cho hành trình đi Hán Khẩu và Nghi Xương, rồi đến ngày 22 tháng 5 tiếp tục chuyển sang chiếc Panay để viếng thăm Trùng Khánh. Ông quay trở lại Nghi Xương trên chiếc pháo hạm sông Guam, nơi ông chuyển sang Isabel cho hành trình quay trở lại Hán khẩu và Nam Kinh. Cuối cùng Tư lệnh Hạm đội Á Châu đặt cờ hiệu của mình trên Augusta tại Thượng Hải vào ngày 2 tháng 6.
Rời Thượng Hải vào ngày 7 tháng 6, Augusta đi lên phía Bắc Trung Quốc, đi đến Tần Hoàng Đảo vào ngày 9 tháng 6, nơi Đô đốc Yarnell và ban tham mưu của ông rời tàu đáp tàu hỏa đi Bắc Bình (nay là Bắc Kinh), nơi Tư lệnh Hạm đội Á Châu thực hiện đợt thanh tra hàng năm. Ông quay trở lại chiếc tàu tuần dương tại Tần Hoàng Đảo vào ngày 22 tháng 6, và con tàu đã viếng thăm Yên Đài trong các ngày 24 và 25 tháng 6 trước khi đi đến Thanh Đảo vào ngày 26 tháng 6. Nó tiến hành những hoạt động thường lệ từ cảng Thanh Đảo trong bối cảnh tình hình tại khu vực đang xấu đi nhanh chóng, chủ yếu do mối quan hệ giữa Trung Quốc và Nhật Bản ngày càng căng thẳng. Sau khi chiếm đóng miền Đông Bắc Trung Quốc (Mãn Châu) năm 1931, Nhật Bản tiếp tục có những yêu sách khiến Tưởng Giới Thạch, nhà lãnh đạo Trung Quốc vào lúc đó, buộc phải áp dụng những biện pháp để tăng cường vị thế quân sự.
Trong đêm 7 tháng 7, 1937, các đơn vị Trung Quốc và Nhật Bản đã nổ súng vào nhau tại khu vực cầu Lư Câu tại ngoại thành Bắc Kinh. Sự kiện Lư Câu Kiều nhanh chóng leo thang trở thành chiến sự tại miền Bắc Trung Quốc, khi lực lượng Nhật Bản chiếm đóng Bắc Kinh vào cuối tháng 7 do sự kháng cự yếu ớt của quân đội Trung Hoa dân quốc. Trong bối cảnh như thế, Đô đốc Yarnell cân nhắc việc hủy bỏ chuyến viếng thăm hữu nghị đến cảng Vladivostok, Liên Xô, nhưng ông được lệnh xúc tiến chuyến viếng thăm. Tiếp tục cảnh giác trước tình hình tại Trung Quốc, Tư lệnh Hạm đội Á Châu cùng Augusta khởi hành vào ngày 24 tháng 7 cho chuyến đi sang Vladivostok, với bốn tàu khu trục tháp tùng. Băng qua rìa một cơn bão, đoàn tàu đi đến cảng Xô Viết bốn ngày sau đó và ở lại đây cho đến ngày 1 tháng 8. Đây là lần đầu tiên một tàu hải quân Hoa Kỳ viếng thăm cảng này kể từ khi đóng cửa trạm vô tuyến tại đây vào năm 1922. Đô đốc Yarnell sau này nhớ lại: "Chuyến viếng thăm đã gây ấn tượng tốt cho giới chức và nhân dân địa phương; các sĩ quan và thủy thủ được tiếp đón nồng hậu."
Rời Vladivostok vào ngày 1 tháng 8, đoàn tàu quay trở lại vùng biển Trung Quốc, khi các tàu khu trục quay trở lại căn cứ của chúng ở Yên Đài, trong khi Augusta đi đến Thanh Đảo, nơi Đô đốc Yarnell theo dõi những tin tức tình báo về tình hình tại phía Bắc Trung Quốc, khi một sự kiện đang xảy ra tại Thượng Hải. Phía Trung Quốc gây sức ép lên một đơn vị nhỏ Lực lượng Đổ bộ Đặc biệt Hải quân (Thủy quân Lục chiến) Nhật Bản tại Thượng Hải, buộc phía Nhật Bản phải tập trung các đơn vị hải quân trên sông Hoàng Phố dẫn đến cảng này. Xung đột xảy ra vài ngày sau đó khi một trung úy Nhật Bản và người lái xe bị giết gần một sân bay Trung Quốc vào ngày 9 tháng 8. Xem xét đến quyền lợi của Hoa Kỳ tại Tô giới Quốc tế Thượng Hải, Đô đốc Yarnell cho rằng tốt nhất nên di chuyển đến thành phố này và đặt căn cứ của ông tại đây. Con tàu khởi hành vào ngày 13 tháng 8.
Chịu đựng một cơn bão mạnh trên đường đi, vốn đã khiến con tàu lật nghiêng đến 30°, Augusta buộc phải giảm tốc độ xuống còn 5 kn (9,3 km/h), nhưng không tránh khỏi một xuồng máy săn cá voi 26 ft (7,9 m) bị sóng đánh trôi mất. Con tàu đi đến nơi vào ngày hôm sau, đi ngược dòng sông Hoàng Phố, và băng ngang qua nhiều tàu chiến Nhật Bản trên đường đi, chủ yếu là tàu tuần dương hạng nhẹ và tàu khu trục. Họ đã chào vị Đô đốc bên trên Augusta theo đúng nghi thức hải quân.
Trong khi đó, tại Thượng Hải, máy bay ném bom hạng nhẹ Northrop 2-E của Không quân Trung Hoa dân quốc đã tìm cách ném bom xuống các vị trí Nhật Bản trong khu Tô giới Quốc tế; tuy nhiên các quả bom đã chệch khỏi đích và gây hư hại vật chất cũng như thương vong lớn cho khu vực trung lập của tô giới. Một máy bay mang hai quả bom đã bay xuôi xuống sông Hoàng Phố và thả bom nổ tung về phía mũi Augusta bên mạn phải. Sau vụ này, hình lớn cờ Hoa Kỳ được vẽ trên nóc ba tháp pháo chính của con tàu cho dễ nhận dạng tính trung lập của nó. Đến ngày 18 tháng 8, nó nhổ neo tiếp tục đi ngược dòng, và được những tàu kéo trợ giúp, đã thả neo tại bến Thượng Hải nổi tiếng. Con tàu ở lại nơi này cho đến tháng 1, 1938, chứng kiến cuộc xung đột Trung-Nhật ở khoảng cách rất gần.
Thoạt tiên có vấn đề trong việc di tản công dân Hoa Kỳ khỏi vùng chiến sự, khi họ tập trung tại Thượng Hải chờ đợi những tàu buôn của hãng Dollar Line tiếp đón và được đội đổ bộ của Augusta bảo vệ. Phân đội thủy binh của con tàu đã lên bờ hỗ trợ cho lực lượng Thủy quân Lục chiến thiết lập các điểm phòng thủ nhằm giữ cho chiến sự bên ngoài khu vực trung lập. Vào chiều tối ngày 20 tháng 8, 1937, đang khi thủy thủ đoàn tập trung phía giữa tàu để xem phim, một quả đạn pháo phòng không Trung Quốc đã kích nổ gần đó, làm thiệt mạng một thủy thủ và làm bị thương nhiều người khác. Mười ngày sau đó, một quả bom của máy bay Trung Quốc đã ném trúng chiếc tàu buôn SS President Hoover của hãng Dollar Line tại cửa sông Hoàng Phố, khiến một người thiệt mạng và nhiều người bị thương. Vì vậy sau đó các tàu buôn Hoa Kỳ không ghé đến Thượng Hải, và một đề xuất của cử một đội tàu tuần dương hạng nặng đến di tản các kiều dân bị Tổng thống Franklin D. Roosevelt bác bỏ.
Tại Thượng Hải, sĩ quan và thủy thủ của Augusta có cơ hội quan sát trận chiến. Vị trí neo đậu của chiếc tàu tuần dương là nơi thuận tiện để phía Hoa Kỳ có dịp đánh giá khả năng hoạt động của tàu chiến và máy bay Hải quân Nhật Bản, một cơ hội mà Đô đốc Yarnell không bỏ qua. Ông gửi nhiều báo cáo tình báo sáng suốt về Washington, D. C. nhằm cảnh báo cho Bộ Hải quân về đặc tính và khả năng của Hải quân Nhật, có thể là đối thủ tiềm năng trong tương lai. Đến ngày 12 tháng 12, máy bay của Hải quân Nhật đã đánh chìm pháo hạm Panay và ba tàu chở dầu của hãng Standard Oil tại sông Dương Tử về phía Bắc Nam Kinh; và không lâu sau đó những người sống sót đã đi đến Thượng Hải trên tàu chị em của Panay là Oahu (PR-6), vốn neo đậu cặp bên mạn Augusta từ ngày 19 tháng 12. Họ cùng nhau trải qua những ngày nghỉ của lễ Giáng Sinh.
Augusta rời Thượng Hải để đi Philippines cho lượt bảo trì hàng năm vào ngày 6 tháng 1, 1938. Tuy nhiên, Đô đốc Yarnell cho rằng sự hiện diện của ông tại Trung Quốc là cần thiết, nên đã ở lại Thượng Hải cùng một ban tham mưu thu gọn trên chiếc Isabel. Ông quay trở lại Augusta khi nó hoàn tất việc sửa chữa và quay trở lại Thượng Hải vào ngày 9 tháng 4. Chiếc tàu tuần dương đưa Tư lệnh Hạm đội Á Châu đi dọc theo bờ biển lên phía Bắc, viếng thăm Thanh Đảo trong các ngày 12 và 13 tháng 5, Yên Đài vào ngày 14 tháng 5 trước khi đi đến Tần Hoàng Đảo vào ngày 15 tháng 5. Tại đây Đô đốc Yarnell rời tàu cho chuyến đi đến Thiên Tân và Bắc Kinh, thanh tra các đơn vị Thủy quân Lục chiến trú đóng tại đây, rồi quay trở lại Tần Hoàng Đảo và lên tàu vào ngày 29 tháng 5. Con tàu quay trở lại Thượng Hải ngang qua Yên Đài, đến nơi vào ngày 6 tháng 6; chuyển cờ hiệu của mình sang chiếc Isabel vào ngày 23 tháng 6 cho chuyến đi đến Nam Kinh và Vu Hồ, quay trở lại Thượng Hải và lên Augusta vào ngày 27 tháng 6.
Đi đến Thanh Đảo vào ngày 3 tháng 7, Augusta hoạt động tại vùng biển phía Bắc Trung Quốc giữa Thanh Đảo và Tần Hoàng Đảo, ở lại khu vực này suốt mùa Hè cho đến đầu tháng 10. Lên đường đi Thượng Hải vào ngày 10 tháng 10, nó đến nơi hai ngày sau đó và ở lại đây cho đến hết lễ Giáng Sinh. Nó lại khởi hành đi Philippines vào ngày 27 tháng 12 để đại tu, và một lần nữa Đô đốc Yarnell quyết định ở lại Trung Quốc, đặt cờ hiệu của ông trên Isabel.
Hoàn tất việc sửa chữa và huấn luyện tại vùng biển Philippine, Augusta viếng thăm Siam, Đông Dương thuộc Pháp và Singapore trước khi quay trở lại Thượng Hải, đến nơi vào ngày 30 tháng 4, 1939. Nó tiếp tục được Đô đốc Yarnell chọn làm soái hạm và ở lại cảng này cho đến ngày 8 tháng 6, khi nó lên đường đi Tần Hoàng Đảo, đến nơi vào ngày 10 tháng 6, rồi ghé qua Yên Đài trong các ngày 24 và 25 tháng 6, ở lại Thanh Đảo từ ngày 26 tháng 6 đến ngày 16 tháng 7 rồi lên đường quay trở lại Thượng Hải, đến nơi vào ngày 18 tháng 7.
Đến ngày 25 tháng 7, Đô đốc Thomas C. Hart kế nhiệm Đô đốc Yarnell, và Augusta lên đường vào ngày 2 tháng 8 đưa vị tân Tư lệnh Hạm đội Á Châu viếng thăm Thanh Đảo. Nó có mặt tại đây vào ngày chiến tranh nổ ra tại Châu Âu, và ở lại cảng này cho đến cuối tháng 9. Trong giai đoạn này nó đã hai lần viếng thăm Thượng Hải (từ ngày 5 đến ngày 7 tháng 9 và từ ngày 15 đến ngày 19 tháng 9), và cũng viếng thăm Tần Hoàng Đảo, Yên Đài và Bắc Đới Hà. Vào cuối tháng 9, Đô đốc Hart rời tàu tại Tần Hoàng Đảo cho chuyến đi thanh tra các đơn vị Thủy quân Lục chiến trú đóng tại Bắc Kinh và Thiên Tân.
Quay trở lại Thượng Hải vào ngày 12 tháng 10, Augusta ở lại cảng này cho đến giữa tháng 11, khi Đô đốc Hart chuyển cờ hiệu của ông sang Isabel cho chuyến đi ngược dòng sông Dương Tử đến Nam Kinh từ ngày 3 đến ngày 7 tháng 11. Lên đường đi Philippines vào ngày 21 tháng 11, nó viếng thăm Hạ Môn trên đường đi trong các ngày 22 và 23 tháng 11, và cuối cùng đi đến Manila vào ngày 25 tháng 11, ở lại đây cho đến tháng 4, 1940, từng viếng thăm Jolo, Sulu và Tawi-Tawi. Trong giai đoạn này, Đô đốc Hart chuyển cờ hiệu của ông sang Isabel vào tháng 3 cho chuyến viếng thăm Cebu, Iligan, Parang, Zamboanga và Jolo, quay trở lại Augusta tại Jolo vào ngày 19 tháng 3. Lại chuyển sang Isabel tại Tawi-Tawi hai ngày sau đó, Tư lệnh Hạm đội Á Châu viếng thăm vịnh Malampaya trước khi quay lại chiếc tàu tuần dương tại Manila vào ngày 26 tháng 3. Con tàu sau đó lên đường đi Thượng Hải, trong khi Đô đốc Hart chuyển sang chiếc Isabel từ ngày 13 tháng 4 cho chuyến viếng thăm Sán Đầu và Hạ Môn, quay trở lại chiếc tàu tuần dương vào ngày 22 tháng 4.
Sau một tháng ở lại Thượng Hải, Augusta khởi hành đi lên phía Bắc, viếng thăm Tần Hoàng Đảo vào ngày 12 tháng 6 trước khi bắt đầu chu kỳ huấn luyện thường lệ của nó tại Thanh Đảo cho đến cuối tháng 9. Trong giai đoạn này, tình hình chiến sự Trung-Nhật căng thẳng buộc Đô đốc Hart nhiều lần phải viếng thăm Thượng Hải; ông đi đến Thượng Hải trên chiếc Isabel và quay trở lại Thanh Đảo trên Augusta; đi đến Thượng Hải trên tàu ngầm Porpoise (SS-172) và quay trở lại Thanh Đảo trên Isabel; cùng một chuyến khứ hồi đến Thượng Hải trên tàu tuần dương hạng nhẹ Marblehead (CL-12). Augusta rời Thanh Đảo lần sau cùng vào ngày 23 tháng 9 và đi đến Thượng Hải vào ngày 25 tháng 9. Nó đi đến Manila vào ngày 21 tháng 10, và ở lại đây cho đến cuối tháng 11, khi được chiếc tàu chị em Houston (CA-30) vừa mới được hiện đại hóa thay phiên trong vai trò soái hạm Hạm đội Á Châu vào ngày 22 tháng 11. Augusta rời vịnh Manila cùng ngày hôm đó cho hành trình quay trở về Hoa Kỳ.
Trên đường đi vào ngày 24 tháng 11, Augusta được lệnh tuần tra tại vùng biển phía Bắc chuỗi quần đảo Hawaii nhằm truy tìm những tàu chở dầu Nhật Bản được báo cáo xuất hiện tại khu vực lân cận. Chiếc tàu tuần dương gặp phải hoàn cảnh thời tiết bất lợi, biển động mạnh và gió ngang khiến không thể tiến hành trinh sát bằng thủy phi cơ, trong khi tầm nhìn chỉ đạt được 8–15 nmi (15–28 km). Ở khoảng tọa độ 35°00′B 165°00′T / 35°B 165°T, con tàu tắt đèn và giữ im lặng vô tuyến khi rà soát một khu vực vành đai rộng 25 nmi (46 km).

### Tái trang bị
Về đến Long Beach, California vào ngày 10 tháng 12, Augusta đi vào Xưởng hải quân Mare Island cho một đợt tái trang bị lớn, bao gồm những cải tiến vốn đã được áp dụng cho những tàu chị em lớp Northampton, nhưng bị trì hoãn đối với Augusta cho đến khi nó kết thúc giai đoạn phục vụ cùng Hạm đội Á Châu.
Trong đợt đại tu này, Augusta được cải thiện đáng kể dàn hỏa lực phòng không. Bốn khẩu pháo 5 in (130 mm)/25 caliber Mark 10 được bố trí bên trên hầm chứa thủy phi cơ; các tấm chắn mảnh đạn được trang bị cho các khẩu pháo trên hầm chứa và trên sàn tàu. Những khẩu pháo 3 inch (76 mm) được trang bị tạm thời cho đến khi được thay thế hoàn toàn bằng pháo 1,1 in (28 mm) theo nguyên tắc một đổi một; và bộ điều khiển hỏa lực Mark XIX được trang bị cho pháo 5 inch (127 mm). Việc trang bị các bộ điều khiển hỏa lực và máy đo tầm xa đã làm thay đổi kiểu dáng của con tàu, và một bệ được bố trí trên cột ăn-ten phía trước để gắn ăn-ten của kiểu radar sơ khai CXAM-1 một khi nó sẵn sàng. Con tàu là một trong số mười bốn tàu chiến đầu tiên được trang bị kiểu radar RCA CXAM-1.

### Hạm đội Đại Tây Dương
Rời Xưởng hải quân Mare Island vào ngày 11 tháng 4, 1941 với lớp sơn và diện mạo mới, Augusta lên đường đi San Pedro và ở lại đây cho đến ngày 13 tháng 4. Nó băng qua kênh đào Panama bốn ngày sau đó và trình diện để phục vụ cùng Hạm đội Đại Tây Dương vào ngày 17 tháng 4. Rời vùng kênh đào vào ngày 19 tháng 4, nó đi đến Newport, Rhode Island vào ngày 23 tháng 4, nơi Đô đốc Ernest J. King, Tổng tư lệnh Hạm đội Đại Tây Dương, quay trở lại từ thủ đô Washington, D.C. và đặt cờ hiệu của mình bên trên Augusta vào ngày 2 tháng 5. Chiếc tàu tuần dương tiếp tục ở lại Newport, phục vụ như là soái hạm của Tổng tư lệnh Hạm đội Đại Tây Dương, cho dù Đô đốc King quay trở lại Washington vào lúc này. Nó khởi hành đi Bermuda vào ngày 24 tháng 5, đến nơi vảo ngày 26 tháng 5 và ở lại đây cho đến ngày 28 tháng 5, khi nó lên đường quay trở lại Newport.
Augusta tiếp tục thả neo tại vịnh Narragansett từ ngày 30 tháng 5 đến ngày 23 tháng 6, khi nó lên đường đi đến Xưởng hải quân New York để cải biến do được lựa chọn cho một nhiệm vụ đặc biệt. Tổng thống Franklin D. Roosevelt có kế hoạch gặp gỡ Thủ tướng Anh Quốc Winston Churchill để bàn luận về phối hợp hoạt động chung chống Đức Quốc Xã; cuộc gặp gỡ được dự định diễn ra ngoài khơi Newfoundland. Chiếc tàu tuần dương được chọn như là soái hạm của Tổng thống, nên cần có những cải biến và nâng cấp cho phù hợp.
Xưởng tàu muốn giữ Augusta lại lâu hơn cho những công việc sửa chữa và đại tu cần thiết khác; tuy nhiên Đô đốc King đã chỉ thị cho Văn phòng Tàu chiến chỉ thực hiện những cải tiến thực sự "cần thiết" để sẵn sàng cho việc phục vụ cho Tổng thống trong thời hạn nhanh nhất. Vì thế con tàu đã chỉ ở trong xưởng tàu từ ngày 23 tháng 6 đến ngày 2 tháng 7, rồi hoạt động dọc bờ Đông ngoài khơi Hilton Head và Charleston, South Carolina trong các ngày 4 và 5 tháng 7, rồi ngoài khơi Hampton Roads trong các ngày 6 và 7 tháng 7 trước khi quay trở lại Newport vào ngày 8 tháng 7. Nó ở lại đây cho đến tháng 8.
Khi Thủ tướng Churchill bắt đầu hành trình vượt Đại Tây Dương bên trên thiết giáp hạm Prince of Wales, Tổng thống Roosevelt cũng bắt đầu chuyến đi khi rời Washington, D.C. lúc 11 giờ 00 ngày 3 tháng 8 để đi đến Căn cứ Tàu ngầm tại New London, Connecticut, nơi ông cùng đoàn tùy tùng lên chiếc du thuyền Potomac (AG-25), rồi được chiếc Calypso (AG-35) hộ tống lên đường đi vịnh Appogansett. Đến 22 giờ 23 phút ngày 4 tháng 8, Potomac thả neo tại khu vực quần đảo Elizabeth, Massachusetts, bên cạnh Augusta; tàu tuần dương hạng nặng USS (CA-37) cùng năm tàu khu trục hộ tống cũng thả neo tại khu vực lân cận.
Potomac cặp bên mạn Augusta lúc 05 giờ 30 phút ngày 5 tháng 8 và thả neo để Tổng thống và đoàn tùy tùng chuyển sang chiếc tàu tuần dương hạng nặng lúc 06 giờ 17 phút. Vì lý do an ninh, lá cờ của Tổng thống Potomac vẫn được treo bên trên khi nó, có Calypso tháp tùng, vượt kênh đào Cape Cod đi đến vùng biển New England. Một đặc vụ với hình dạng giống Tổng thống và giả dạng theo tính cách của ông ở lại trên Potomac, và những thông cáo báo chí hàng ngày vẫn tiếp tục phát ra từ con tàu nhằm tạo ấn tượng rằng Roosevelt đang trong một kỳ nghỉ trên du thuyền của mình.
Trong khi đó Augusta, được Tuscaloosa và các tàu khu trục hộ tống khởi hành lúc 06 giờ 40 phút, đi qua eo biển Vineyard Sound và di chuyển ở vận tốc 20 kn (37 km/h); đoàn tàu đi ngang tàu hải đăng Nantucket Shoals lúc 11 giờ 25 phút. Ngoại trừ một lúc ngắn khoảng hai giờ vào sáng sớm ngày hôm sau, 6 tháng 8, khi đoàn tàu gặp phải sương mù dày đặc và buộc phải giảm tốc độ xuống còn 14 kn (26 km/h), họ duy trì một nhịp độ trung bình 20–21 kn (37–39 km/h) suốt thời gian còn lại của hành trình đi đến Căn cứ Hải quân Argentia ở Newfoundland, Canada. Đoàn tàu đi đến vịnh Placentia vào sáng ngày 7 tháng 8, buông neo trong khi chờ đợi tàu của Churchill đến.
Sáng hôm đó, Tổng thống thưởng thức trò giải trí mà ông ưa thích nhất: câu cá, từ sàn trước của Augusta. Ông câu được một con cá với hình dạng lạ thường không thể gọi tên, và ông ra lệnh bảo quản con cá để gửi đến Viện Smithsonian khi quay trở về Washington D.C. Ông cùng với đoàn tủy tùng rời tàu lúc 13 giờ 35 phút trên một xuồng săn cá voi, để câu cá tại vùng biển chung quanh; thành phần đoàn tùy tùng bao gồm con trai Tổng thống, Thiếu úy Hải quân Franklin D. Roosevelt, Jr., sĩ quan thuộc tàu khu trục Mayrant được biệt phái tạm thời làm tùy tùng cho cha mình. Với kết quả câu cá kém hơn mong đợi, vị Tổng tư lệnh tiếp tục khám phá vùng biển và việc xây dựng tại Căn cứ Argentia.

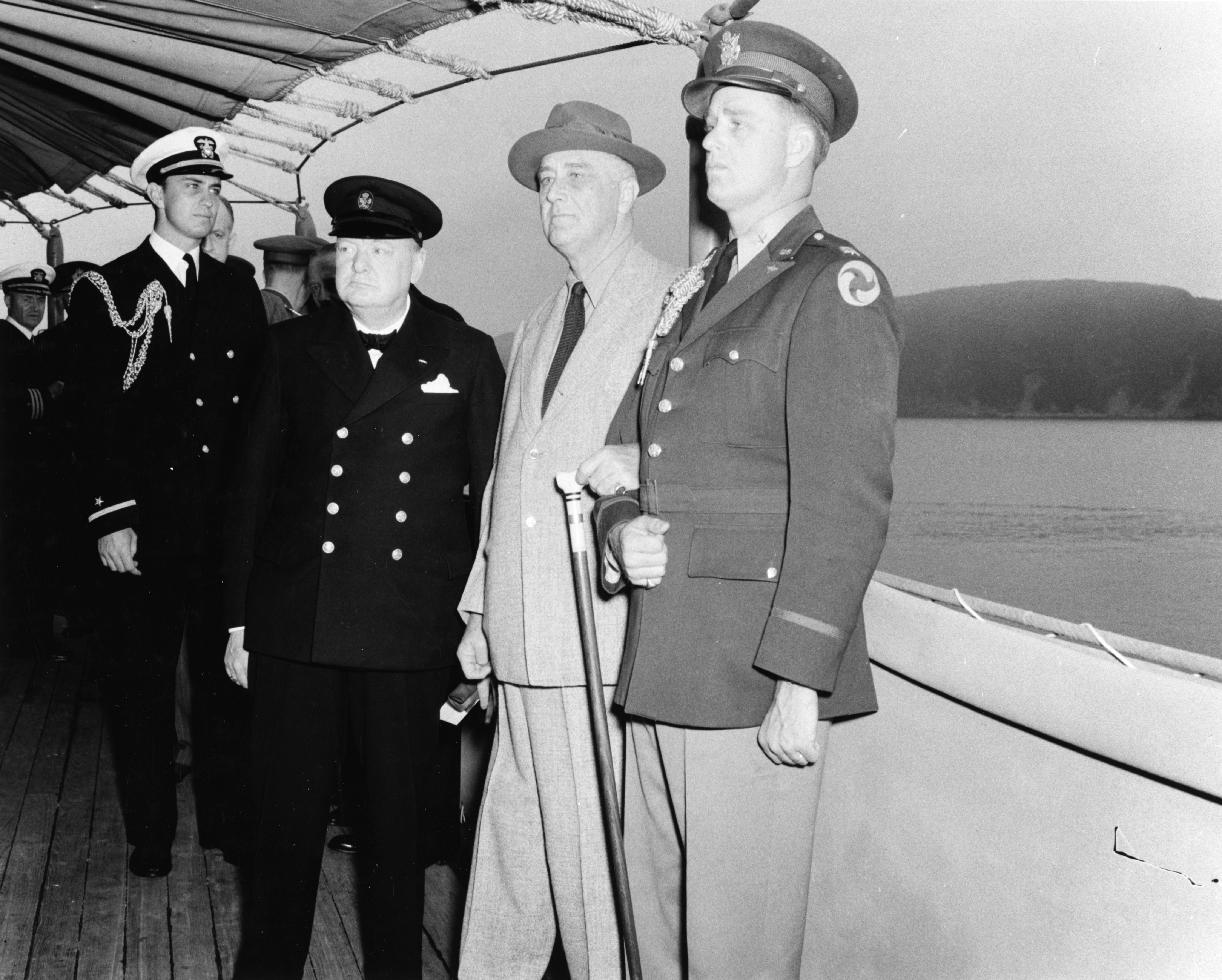
Roosevelt và Churchill trên tàu tuần dương Augusta

Trên thiết giáp hạm Prince of Wales, Thủ tướng Churchill đi đến Căn cứ Argentia vào sáng ngày 9 tháng 8; Thủ tướng Churchill gặp Tổng thống Roosevelt bên trên Augusta lúc 11 giờ 00, và ăn trưa với nhau trong cabin riêng; cùng lúc đó Đô đốc King chiêu đãi những thành viên của phái đoàn Anh trong cabin của ông. Chiếc tàu tuần dương cũng tiếp đón Harry Hopkins, đặc phái viên riêng của Tổng thống tại Anh vốn cũng đã tháp tùng trong chuyến đi vượt Đại Tây Dương. Thủ tướng Churchill còn tiếp tục ăn tối và thảo luận với Tổng thống Roosevelt trước khi rời tàu lúc 23 giờ 45 phút.
Sáng ngày hôm sau, tàu khu trục McDougal (DD-358) cặp bên mạn Augusta để đưa Tổng thống và đoàn tùy tùng sang viếng thăm phái đoàn Anh bên trên Prince of Wales. Họ dự thánh lễ, tham quan chiếc thiết giáp hạm và ăn trưa với nhau trước khi rời tàu. Tổng thống lại tiếp đón phát đoàn của Thủ tướng Anh trên Augusta vào chiều tối hôm đó. Trong các ngày 11 và 12 tháng 8, Thủ tướng Churchill và đoàn tùy tùng tiếp tục đi sang chiếc tàu tuần dương để hội đàm với phái đoàn Hoa Kỳ; nội dung của các cuộc hội đàm đã đưa đến bản Hiến chương Đại Tây Dương nổi tiếng, trong ngày hội đàm sau cùng, những bản sơ thảo của tám điểm trong hiến chương cuối cùng cũng hoàn tất. Đến 14 giờ 50 phút ngày 12 tháng 8, Tổng thống Roosevelt và phái đoàn Hoa Kỳ tập trung trên boong sau của Augusta để tiễn Thủ tướng Churchill cùng đoàn tùy tùng rởi tàu, có hàng chào danh dự của thủy thủ con tàu và ban nhạc cử bài God Save the King. Hơn hai giờ sau đó, Prince of Wales đi ngang qua gần bên tàu trong khi thủy thủ đứng hàng chào danh dự bên mạn và ban nhạc tiếp tục cử bài Auld Lang Syne để tạm biệt. Sau đó Augusta cũng lên đường, có Tuscaloosa và các tàu khu trục hộ tống, để quay trở lại vịnh Blue Hill, Maine, nơi sẽ hẹn gặp Potomac và Calypso.
Thời tiết sương mù dày đặc buộc các con tàu phải giảm tốc độ trong khi phái đoàn nghỉ ngơi sau các cuộc hội đàm. Sáng hôm sau 14 tháng 8, ngoài khơi mũi Sable, Nova Scotia, Tổng thống Roosevelt lên boong tàu để theo dõi hoạt động của chiếc tàu hộ tống máy bay Long Island (AVG-1) (sau này đổi lại thành tàu sân bay hộ tống), một kiểu tàu mà vị Tổng tư lệnh đã thúc đẩy việc thiết kế và chế tạo. Long Island đã cho biểu diễn phóng lên ba chiếc Brewster F2A-2 Buffalo bằng máy phóng máy bay, và sáu chiếc Curtiss SOC Seagull cất cánh theo cách thông thông thường. Trưa hôm đó, Đô đốc King mở tiệc trưa tạm biệt Tổng thống và phái đoàn.
Augusta thả neo tại vịnh Blue Hill lúc 12 giờ 28 phút ngày 14 tháng 8. Potomac cặp bên mạn để đón phái đoàn và chuyển hành lý cùng các thiết bị khác; chiếc du thuyền tách ra lúc 14 giờ 18 để đi Rockland, Maine.
Quay trở lại vịnh Narragansett vào ngày 15 tháng 8, Augusta ở lại đây trong mười ngày trước khi đi đến Xưởng hải quân New York để bảo trì. Con tàu quay trở lại Newport vào ngày 29 tháng 8. Đô đốc King tiếp tục giữ chiếc tàu tuần dương hạng nặng như soái hạm của mình trong suốt mùa Thu, khi nó hoạt động tại khu vực giữa Newport và Bermuda. Trong giai đoạn này con tàu từng đón tiếp Bộ trưởng Hải quân Frank Knox.

### Thế Chiến II

#### Giai đoạn mở màn
Khi Hải quân Đế quốc Nhật Bản tấn công Trân Châu Cảng vào ngày 7 tháng 12, 1941, Augusta đang thả neo tại Newport. Nó hoạt động từ cảng này cho đến ngày 11 tháng 12, rồi ở lại cảng cho đến ngày tháng 1, 1942. Trong giai đoạn này Chuẩn đô đốc Royal E. Ingersoll tiếp nhận từ Đô đốc King chức vụ Tư lệnh Hạm đội Đại Tây Dương vào ngày 5 tháng 1. Chiếc tàu tuần dương rời Newport vào ngày 12 tháng 1 để đi Casco Bay, Maine ngang qua Cape Cod Canal để thực hành huấn luyện, rồi quay trở về cảng. Nó lại lên đường đi Bermuda vào ngày 19 tháng 1, nơi nó gia nhập Đội đặc nhiệm 2.7, và cùng đơn vị này đi đến Martinique, nơi họ tiến hành một cuộc biểu dương lực lượng từ ngày 22 tháng 2 đến ngày 4 tháng 3; hòn đảo thuộc địa của Pháp này vẫn còn nằm dưới sự kiểm soát của phe Vichy thân Đức quốc xã. Con tàu quay trở lại vịnh Shelley, Bermuda vào ngày 5 tháng 3.
Trong thành phần Đội đặc nhiệm 22.7, vốn còn bao gồm tàu sân bay Ranger (CV-4), tàu tuần dương hạng nhẹ Savannah (CL-41) và các tàu khu trục Wainwright (DD-419), Lang (DD-399) và Wilson (DD-408), Augusta lên đường vào ngày 13 tháng 3 để tuần tra tại vùng biển Caribe; các tàu khu trục Hambleton (DD-455) và Emmons (DD-457) gia nhập hải đội trễ hơn vào ngày 15 tháng 3. Một ngày sau đó nó cùng Hambleton và Emmons tách ra để quay trở về New York. Trên đường đi vào ngày 18 tháng 3, trong hoàn cảnh đang chịu đựng một cơn bão, Augusta phái Hambleton đi điều tra một ánh chớp lửa xuất biên mạn phải tàu. Chiếc tàu khu trục đã cứu được sáu người sống sót từ con tàu hơi nước Honduras Ciepa, rồi gia nhập trở lại cùng Emmons và Augusta khi trời tối.
Sau khi về đến New York vào ngày 19 tháng 3, Augusta được sửa chữa và cải biến cho đến ngày 7 tháng 4; con tàu lên đường đi Newport có tàu khu trục Wilkes (DD-441) tháp tùng để hộ tống. Sáng hôm sau Wilkes gặp tai nạn va chạm với chiếc tàu hơi nước Davilla, nên bị buộc phải độc lập đi đến Boston chỉ với một động cơ. Chiếc tàu tuần dương một mình hướng đến Casco Bay, đến nơi vào ngày 8 tháng 4. Đến ngày 14 tháng 4, cùng các tàu khu trục Corry (DD-463) và Aaron Ward (DD-483), nó thực hành tác xạ vào mục tiêu mô phỏng như máy bay ném bom-ngư lôi trước khi quay trở lại Casco Bay.
Được tàu khu trục Macomb (DD-158) hộ tống hai ngày sau đó, Augusta băng qua Cape Cod Canal để đi đến Newport. Nó gia nhập Lực lượng Đặc nhiệm 36 tại đây, do Ranger đảm trách vai trò soái hạm, và lên đường đi Trinidad vào ngày 22 tháng 4. Trên đường đi đã xảy ra vụ va chạm nhẹ giữa Hambleton và Ellyson (DD-454), và nhiều lần bị báo động nhầm tàu ngầm đối phương. Tàu chở dầu Merrimack (AO-37) gia nhập lực lượng vào ngày 28 tháng 4, và đã tiếp nhiên liệu cho hầu hết các tàu của lực lượng, trong khi thủy phi cơ của Augustatuần tra bên trên đề phòng bất trắc trong khi tiếp liệu. Đến ngày 10 tháng 5, Ranger cho phóng lên 68 máy bay tiêm kích Curtiss P-40 của Lục quân; những máy bay này đã hạ cánh xuống Accra, Bờ Biển Vàng an toàn.
Lực lượng Đặc nhiệm về đến Trinidad vào ngày 21 tháng 5, và Augusta được tiếp nhiên liệu trước khi tiếp tục cùng lực lượng lên đường vào ngày hôm sau để đi đến Newport. Nó cùng Corry được cho tách ra vào ngày 26 tháng 5 để hướng đến Hampton Roads, nơi chúng thả neo vào ngày 28 tháng 5. Hai ngày sau đó, Chuẩn đô đốc Alexander Sharp chuyển cờ hiệu của mình lên chiếc tàu tuần dương, đảm nhiệm Tư lệnh Lực lượng Đặc nhiệm 22. Được Corry và Forrest (DD-461) tháp tùng để hộ tống, nó lên đường vào ngày 31 tháng 5 để đi Newport, đến nơi vào ngày 1 tháng 6. Con tàu lại cùng Corry ra khơi vào ngày hôm sau để hiệu chuẩn thiết bị định vị vô tuyến, rồi gia nhập cùng Ranger để cùng đến Argentia, Newfoundland, đến nơi vào ngày 5 tháng 6. Chiếc tàu tuần dương hợp cùng Ellyson và Corry hoạt động tuần tra chống tàu ngầm ngoài khơi Argentia từ ngày 17 tháng 6 đến ngày 18 tháng 6; nó gia nhập cùng Lực lượng Đặc nhiệm 22 để đi Newport, đến nơi vào ngày 22 tháng 6.
Đi đến New York vào ngày 24 tháng 6 để được sửa chữa, Augusta hoàn tất công việc của xưởng tàu vào ngày 29 tháng 6 và lên đường đi Newport vào ngày hôm sau. Nó cùng Lực lượng Đặc nhiệm 22 lên đường vào ngày 1 tháng 7 để đi sang vịnh Paria, Trinidad, đến nơi vào ngày 6 tháng 7. Lực lượng khởi hành hai ngày sau đó, khi Ranger thực hiện chuyến vận chuyển máy bay Lục quân thứ hai sang khu vực Tây Phi, cho phóng lên 72 máy bay của Không lực khi tiếp cận bờ biển Tây Phi. Lực lượng Đặc nhiệm 22 quay trở về Trinidad vào ngày 30 tháng 7.
Augusta đi đến Norfolk vào ngày 5 tháng 8 để được bảo trì, và rời căn cứ này vào ngày 18 tháng 8 để tập trận tầm ngắn và thực hành trinh sát ban đêm trong vịnh Chesapeake. Nó lại cùng Ranger, Corry, Hobson (DD-464) và Fitch (DD-462) lên đường đi Newport vào ngày 23 tháng 8, đến nơi hai ngày sau đó, rồi chiếc tàu tuần dương hạng nặng cùng Corry quay trở lại Norfolk vào ngày 31 tháng 8. Đội đặc nhiệm lại tiến hành huấn luyện tác xạ, bắn phá bờ biển và thực tập phòng không ngoài khơi Virginia Capes từ ngày 7 đến ngày 11 tháng 9, rồi tiếp tục huấn luyện trong vịnh Chesapeake từ ngày 28 tháng 9 đến ngày 1 tháng 10.
Chuẩn đô đốc Henry Kent Hewitt chuyển cờ hiệu của mình lên Augusta vào ngày 23 tháng 10, và con tàu trở thành soái hạm của Lực lượng Đặc nhiệm 34; Thiếu tướng George S. Patton và Chuẩn đô đốc John L. Hall, Jr. cũng lên tàu trong ngày hôm đó để chuẩn bị cho hành trình đi sang Bắc Phi. Augusta cùng Lực lượng Đặc nhiệm 34 lên đường vào ngày 24 tháng 10 để hướng sang Maroc thuộc Pháp nhằm tham gia vào Chiến dịch Torch.

#### Chiến dịch Torch
Đạt được yếu tố bất ngờ, Lực lượng Đặc nhiệm 34 đi đến ngoài khơi Casablanca lúc 00 giờ 00 ngày 8 tháng 11, và bắt đầu tiến hành đổ bộ lực lượng dưới quyền tướng Patton, lúc này đang chỉ đạo chiến dịch từ Augusta. Hoạt động đổ bộ bắt đầu lúc 06 giờ 17 phút, sự kháng cự của lực lượng Vichy Pháp trên bờ rất đáng kể. Đi đến ngoài khơi Fedhala, Maroc vào chiều tối ngày hôm trước 7 tháng 11, Augusta chuyển sang trạng thái báo động tác chiến từ 22 giờ 00, và sang sáng sớm ngày hôm sau khi bắt đầu tiến hành đổ bộ đã phải chịu đựng sự chống trả quyết liệt của đối phương. Nó cho phóng hai thủy phi cơ trinh sát Curtiss SOC lúc 06 giờ 30 phút, bắt đầu khai hỏa các khẩu pháo 8 in (200 mm) nhắm vào những khẩu pháo bờ biển đối phương lúc 07 giờ 10 phút. Tàu tuần dương hạng nhẹ Brooklyn (CL-40) ở lân cận cũng hỗ trợ vào màn hỏa lực của Augusta, và phải cơ động né tránh hỏa lực bắn trả của đối thủ. Cuộc đấu pháo tạm lắng lúc 07 giờ 30 phút cho phép Augusta phóng hai thủy phi cơ trinh sát Curtiss SOC còn lại, nhưng đối phương lại khai hỏa chỉ mười phút sau đó; đạn pháo rơi chung quanh Augustachỉ cách con tàu 50–100 yd (46–91 m).
Không lâu sau đó Augusta mở hết tốc độ để đi đến đánh chặn một lực lượng hải quân phe Vichy Pháp, bao gồm hai tàu tuần dương và bốn tàu khu trục ở vị trí về phía Bắc Casablanca. Tiếp cận đối thủ lúc 09 giờ 15 phút, Augusta nả pháo 8 inch nhắm vào một tàu tàu tuần dương đối phương nhằm ngăn chặn lối thoát, buộc chúng phải rút lui trở lại cảng Casablanca lúc 09 giờ 50 phút. Sau đó nó quay trở lại trợ giúp cho Brooklyn đối phó các khẩu đội pháo bờ biển đối phương. Khi các tàu chiến Pháp lại cố xoay sở thoát ra khỏi cảng Casablanca, các tàu khu trục Brestois và Boulonnais đã tìm cách tấn công bằng ngư lôi nhắm vào Augusta và Brooklyn. Pháo chính của Augusta đã bắn trúng và đánh chìm Boulonnais, còn Brestois bị hư hại phải rút lui; nó cũng đắm vào cuối ngày hôm đó. Các tàu chiến Pháp thuộc phe Vichy thoát ra khỏi cảng Casablanca bị đẩy lui trở lại cảng lúc 11 giờ 22 phút và ngừng bắn trong một lúc. Đến khoảng trưa Augusta nổ súng nhắm vào tàu tuần dương Primauguet đang tìm các thoát ra, bắn trúng một phát đạn pháo 8 inch vào tháp pháo số 3 của đối thủ. Một lần nữa các tàu chiến Vichy tìm cách thoát ra khỏi cảng lúc 13 giờ 05 phút, nhưng tiếp tục bị ngăn chặn và rút lui lúc 13 giờ 50 phút.
Trong ba ngày tiếp theo, Augusta bảo vệ cho các tàu vận chuyển và lực lượng đổ bộ đồng thời đối đầu với lực lượng hải quân và pháo bờ biển đối phương. Vào ngày 9 tháng 11, chiếc tàu tuần dương hạng nặng tuần tra về phía Nam va Tây Nam khu vực vận chuyển ngoài khơi Casablanca, và tiếp tục nhiệm vụ tuần tra này sang ngày 10 tháng 11. Lúc 11 giờ 35 phút ngày 10 tháng 11, nó đẩy lui các tàu chiến Pháp tìm cách rời cảng Casablanca để ngăn chặn việc đổ bộ; thủy phi cơ trinh sát của nó đóng vai trò chính trong việc hiệu chỉnh đạn pháo xuống các mục tiêu tàu chiến và vị trí pháo đối phương. Bản thân con tàu phải chịu đựng hải pháo vây quanh từ thiết giáp hạm Jean Bart, vốn trước đó được cho là bị loại khỏi vòng chiến sau cuộc đấu pháo tay đôi với thiết giáp hạm Massachusetts (BB-59). May mắn là Augusta đã không bị bắn trúng còn Jean Bart sau đó bị hải pháo từ tàu chiến và không kích từ máy bay của Ranger đánh chìm ở vùng nước nông.
Chiến dịch Torch kết thúc sau khi một thỏa thuận ngừng bắn đạt được giữa phía Đồng Minh với lực lượng Pháp vào ngày 11 tháng 11, và phía Đồng Minh chiếm được Maroc. Augusta lên đường vào ngày 20 tháng 11 để cùng Lực lượng Đặc nhiệm 34 quay trở về Hoa Kỳ, ghé qua Bermuda vào ngày 26 tháng 11 trước khi về đến Norfolk bốn ngày sau đó. Chuẩn đô đốc Hewitt rời tàu tại đây và Lực lượng Đặc nhiệm 34 được giải thể. Chiếc tàu tuần dương hạng nặng rời Norfolk vào ngày 9 tháng 12 cho một đợt đại tu tại New York, nơi dàn hỏa lực phòng không được tăng cường đáng kể; và sau khi hoàn tất công việc, nó đi đến Newport vào ngày 15 tháng 2, 1943.

## Phần thưởng
Augusta được tặng thưởng ba Ngôi sao Chiến trận do thành tích phục vụ trong Chiến tranh Thế giới thứ hai.
|                                         |             |  |
|                                         | Bronze star |  |
| Bronze star · Bronze star · Bronze star |             |  |

| Dãi băng Hoạt động Tác chiến                                                 |                                                                |                                                                |                                         |
| Huân chương Phục vụ Trung Hoa                                                | Huân chương Phục vụ Phòng thủ Hoa Kỳ với 1 Ngôi sao Chiến trận | Huân chương Phục vụ Phòng thủ Hoa Kỳ với 1 Ngôi sao Chiến trận | Huân chương Chiến dịch Hoa Kỳ           |
| Huân chương Chiến dịch Châu Âu-Châu Phi-Trung Đông với 3 Ngôi sao Chiến trận | Huân chương Chiến thắng Thế Chiến II                           | Huân chương Chiến thắng Thế Chiến II                           | Huân chương Phục vụ Chiếm đóng Hải quân |